# Alfred Milner
Alfred Milner, né le 23 mars 1854 et mort le 13 mai 1925, 1er vicomte, est un homme d'État britannique et administrateur colonial qui joue un rôle important dans la définition des politiques coloniales de l'Empire entre les années 1890 et les années 1920. De décembre 1916 à novembre 1918, il est l'un des membres les plus importants du cabinet de guerre du premier ministre David Lloyd George.

## Biographie

### Jeunesse et formation
Alfred a une ascendance partiellement allemande. Sa grand-mère paternelle allemande épouse un Anglais installé au Grand-Duché de Hesse. Leur fils, Charles Milner, qui fait ses études en Hesse et en Angleterre, s'établit comme médecin exerçant à Londres et devient lecteur d'anglais à l'Université de Tübingen dans le Royaume de Wurtemberg. Son épouse est la fille du major général John Ready, ancien lieutenant-gouverneur de l'Île-du-Prince-Édouard et plus tard de l'île de Man.
Leur fils unique, Alfred Milner, naît dans la ville hessoise de Giessen et fait ses études d'abord à Tübingen, puis à la King's College School et de 1872 à 1876 en tant que chercheur au Balliol College d'Oxford, étudiant sous la direction du théologien classique Benjamin Jowett. Ayant remporté les bourses Hertford, Craven, Eldon et Derby, il obtient son diplôme en 1877 avec une première classe en lettres classiques et est élu boursier du New College, partant cependant pour Londres en 1879,. À Oxford, il noue une étroite amitié avec le jeune historien économique Arnold Toynbee. Il écrit un article pour soutenir ses théories du travail social et, en 1895, douze ans après la mort de Toynbee à l'âge de 30 ans, écrit un hommage, Arnold Toynbee : a Reminiscence.

### Début de carrière
Bien qu'autorisé à pratiquer le droit après son admission au barreau de l'Inner Temple en 1881, il rejoint l'équipe de la Pall Mall Gazette sous la direction de John Morley, devenant rédacteur adjoint de William Thomas Stead. En 1885, il abandonne le journalisme pour une éventuelle carrière politique en tant que candidat libéral dans la division Harrow du Middlesex, mais perd aux élections générales.
En 1886, Alfred s'oppose au Home Rule irlandais et soutient le Parti unioniste libéral dissident. Occupant le poste de secrétaire particulier de George Goschen (également unioniste libéral), Alfred gravit les échelons lorsque, en 1887, Goschen devint chancelier de l'Échiquier et, deux ans plus tard, use de son influence pour être nommé sous-secrétaire aux finances du Khédivat d'Égypte en 1887.
Alfred resta en Égypte pendant quatre ans, son mandat coïncidant avec les premières grandes réformes, après que le danger de faillite soit écarté. De retour en Angleterre en 1892, il publie England and Egypt  qui devient immédiatement le récit faisant autorité du travail effectué depuis l'occupation britannique. Plus tard cette année-là, il est nommé président du Conseil de l'Inland Revenue. En 1894, il est nommé Compagnon de l'Ordre du Bain et en 1895 Chevalier.

### En Afrique australe
En avril 1897, Lord Rosmead démissionne de ses postes de haut-commissaire pour l'Afrique australe et de gouverneur de la colonie du Cap. La situation résultant du raid de Jameson est l'une des plus délicates et des plus difficiles, et Joseph Chamberlain, maintenant secrétaire aux Colonies, choisit Alfred comme successeur de Lord Rosmead. Ce choix est cordialement approuvé par les dirigeants du parti libéral et chaleureusement reconnu lors d'un dîner d'adieu le 28 mars 1897 présidé par le premier ministre Herbert Henry Asquith. Cette nomination est ouvertement faite afin qu'un homme d'État britannique acceptable, en qui a la confiance du public, puisse se rendre en Afrique du Sud pour examiner toutes les circonstances et formuler une politique qui combinerait la défense des intérêts britanniques avec la tentative de traiter équitablement avec le Transvaal et l’État libre d’Orange.
Alfred atteint le Cap en mai 1897 et, en août, après que les difficultés avec le président Kruger au sujet de la loi sur les étrangers sont aplanies, il est libre de se familiariser personnellement avec le pays et ses habitants avant de décider des lignes politiques à adopter. Entre août 1897 et mai 1898, il voyage à travers la colonie du Cap, le protectorat du Bechuanaland, la Rhodésie et le Basutoland. Pour mieux comprendre le point de vue des Hollandais du Cap, des bourgeois du Transvaal et de l'État libre d'Orange, Alfred a également appris au cours de cette période le néerlandais et l' Afrikaans. Il arrive à la conclusion qu'il ne peut y avoir aucun espoir de paix et de progrès en Afrique du Sud tant qu'il reste « la soumission permanente des Britanniques aux Néerlandais dans l'une des républiques ».
Alfred s'est également rendu compte - comme l'a montré la réélection triomphale de Paul Kruger à la présidence du Transvaal en février 1898 - que le gouvernement de Pretoria ne réparerait jamais, de sa propre initiative, les griefs des Uitlanders.
Dans un discours prononcé le 3 mars 1898 à Graaff Reinet, un bastion afrikaner Bond dans la colonie britannique du Cap, Alfred expose sa détermination à garantir la liberté et l'égalité des sujets britanniques au Transvaal, et il exhorte les Boers à inciter le gouvernement de Pretoria à assimiler ses institutions, ainsi que le caractère et l'esprit de son administration, à ceux des communautés libres d'Afrique du Sud. L'effet de cette déclaration est grand et alarme les Afrikaners qui, à cette époque, voient avec appréhension la quasi-reprise par Cecil Rhodes de la direction du Parti progressiste (britannique) du Cap.
Plus tard en 1899, Alfred rencontre Violet Cecil, l'épouse du major Lord Edward Cecil. Edward Cecil est nommé en Afrique du Sud après avoir servi dans les Grenadier Guards. Alfred et Violet entament une liaison secrète qui dura jusqu'à son départ pour l'Angleterre à la fin des années 1900. Elle a un effet notable sur son caractère, Alfred lui-même a écrit dans son journal qu'il se sentait « vraiment très déprimé ». Edward Cecil apprend cette affaire et fait pression pour une commission en Égypte après que Violet ait demandé à retourner en Afrique du Sud. Alfred épouse plus tard Violet Cecil.
Alfred a des opinions hostiles à l'égard des Afrikaners et est devenu la voix la plus importante du gouvernement britannique prônant la guerre avec les républiques boers pour assurer le contrôle britannique sur la région. Après avoir rencontré Alfred pour la première fois, le soldat boer (et futur homme politique) Jan Smuts prédit qu'il serait "plus dangereux que Rhodes" et deviendrait "un deuxième Bartle Frere ".

#### Écoles Milner
Afin d'angliciser la région du Transvaal pendant la guerre anglo-boer, Alfred entreprend d'influencer l'éducation britannique dans la région pour les populations anglophones. Il fonde une série d'écoles connues sous le nom de « Milner Schools » en Afrique du Sud. Ces écoles comprennent le lycée moderne pour filles de Pretoria, le lycée pour garçons de Pretoria, le lycée pour garçons de Jeppe, l'école King Edward VII (Johannesburg), le lycée pour garçons de Potchefstroom et l'école primaire de Hamilton.
Même si tous les dirigeants d'Afrikander Bond n'aiment pas Kruger, ils sont prêts à le soutenir, qu'il accorde ou non des réformes, et s'arangeent pour rendre la position d'Alfred intenable. Ses difficultés s'accrurent lorsque, aux élections générales dans la colonie du Cap, le Bond obtient la majorité. En octobre 1898, agissant strictement dans le respect de la Constitution, Alfred appelle William Schreiner à former un ministère, tout en étant conscient qu'un tel ministère s'opposerait à toute intervention directe de la Grande-Bretagne dans le Transvaal. Convaincu que la situation actuelle, si elle se poursuivait, entraînerait la perte de l'Afrique du Sud par la Grande-Bretagne, Alfred se rend en Angleterre en novembre 1898. Il retourne à la colonie du Cap en février 1899, pleinement assuré du soutien de Joseph Chamberlain, même si le gouvernement s'accroche toujours à l'espoir que la section modérée des Pays-Bas de l'État libre du Cap et d'Orange inciterait Kruger à donner le vote aux Uitlanders. Il trouve la situation plus critique qu'à son départ, dix semaines auparavant. Johannesburg est en effervescence, tandis que William Francis Butler, qui faisait office de haut-commissaire en l'absence d'Alfred, laisse entendre qu'il ne soutenait pas les griefs des Uitlander.

#### Protection des Uitlanders au Transvaal

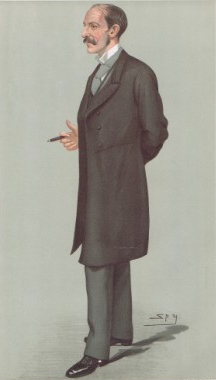
Une caricature d'Alfred de Vanity Fair en 1897

Le 4 mai, Alfred rédige une dépêche mémorable au ministère des Colonies dans laquelle il insiste sur le fait que le remède aux troubles au Transvaal est de s'attaquer à la racine du mal : l'impuissance politique des Uitlanders blessés. Alfred estime que seul l'émancipation des Uitlanders dans le Transvaal apporterait une stabilité à la situation sud-africaine. Il ne fonde pas son argument contre le Transvaal sur la lettre des Conventions et considère l'emploi du mot « suzeraineté » simplement comme une « question étymologique », mais il se rend parfaitement compte que le spectacle de milliers de sujets britanniques au Transvaal sape le prestige de la Grande-Bretagne dans toute l'Afrique du Sud, et il réclame « des preuves frappantes » de l'intention du gouvernement britannique de ne pas être évincé de sa position prédominante. Cette dépêche est télégraphiée à Londres et est destinée à être publiée immédiatement ; mais le gouvernement du pays la garde secrète pendant un certain temps.
Sa teneur est cependant connue des principaux hommes politiques du Cap et, sur l'insistance de Jan Hendrik Hofmeyr, une conférence de paix est organisée (31 mai). – 5 juin) à Bloemfontein entre le haut-commissaire et le président du Transvaal Kruger.

#### Deuxième guerre des Boers
Lorsque la Seconde Guerre des Boers éclate en octobre 1899, Alfred apporte aux autorités militaires « un soutien sans faille et de sages conseils », étant, selon l'expression de Lord Roberts, « quelqu'un dont le courage ne faiblit jamais ». En février 1901, il est appelé à entreprendre l'administration des deux États boers, tous deux désormais annexés à l'Empire britannique, alors que la guerre est toujours en cours. Il démissionne alors du poste de gouverneur de la colonie du Cap mais conserve le poste de haut-commissaire.
Au cours de cette période, de nombreux camps de concentration sont créés pour interner la population civile boer  et, en tant que tel, le travail de reconstruction de l'administration civile dans la colonie du Transvaal et de la rivière Orange ne se poursuit que dans une mesure limitée. Alfred retourne donc en Angleterre pour passer des « vacances durement demandées », qui furent cependant principalement consacrées au travail au ministère des Colonies. Il arrive à Londres le 24 mai 1901, eut une audience avec Édouard VII le même jour, reçoit la Grande Croix de l'ordre du Bain et est nommé conseiller privé. Il est élevé au titre de baron Milner, de St James's dans le Comté de Londres et de Cape Town dans la Colonie du Cap de Bonne-Espérance. S'exprimant le lendemain lors d'un déjeuner donné en son honneur, il répond aux critiques qui affirment qu'avec plus de temps et de patience de la part de la Grande-Bretagne, la guerre aurait pu être évitée.

#### Paix
Entre-temps, la diplomatie de 1899 et la conduite de la guerre provoquent un grand changement dans l'attitude du Parti libéral en Angleterre envers Lord Milner, qu'un éminent député, Leonard Courtney, qualifie d'« esprit perdu ». Une violente agitation en faveur de son rappel est organisée, à laquelle se joint le chef du Parti libéral Henry Campbell-Bannerman. Cependant, cette tentative échoue et, en août, Alfred retourne en Afrique du Sud, se plongeant dans la tâche herculéenne de remodelage de l'administration. Il combat âprement Lord Kitchener, le commandant en chef en Afrique du Sud, qui finit par l'emporter. Cependant, Alfred rédige les termes de la capitulation, signés à Pretoria le 31 mai 1902. En reconnaissance de ses services, il est, le 15 juillet 1902, nommé vicomte Milner, de Saint James's dans le comté de Londres et de Cape Town dans la colonie du Cap. À cette époque, il devient membre du club de restauration Coefficients de réformateurs sociaux créé en 1902 par les militants de la Fabian Society Sidney et Beatrice Webb.

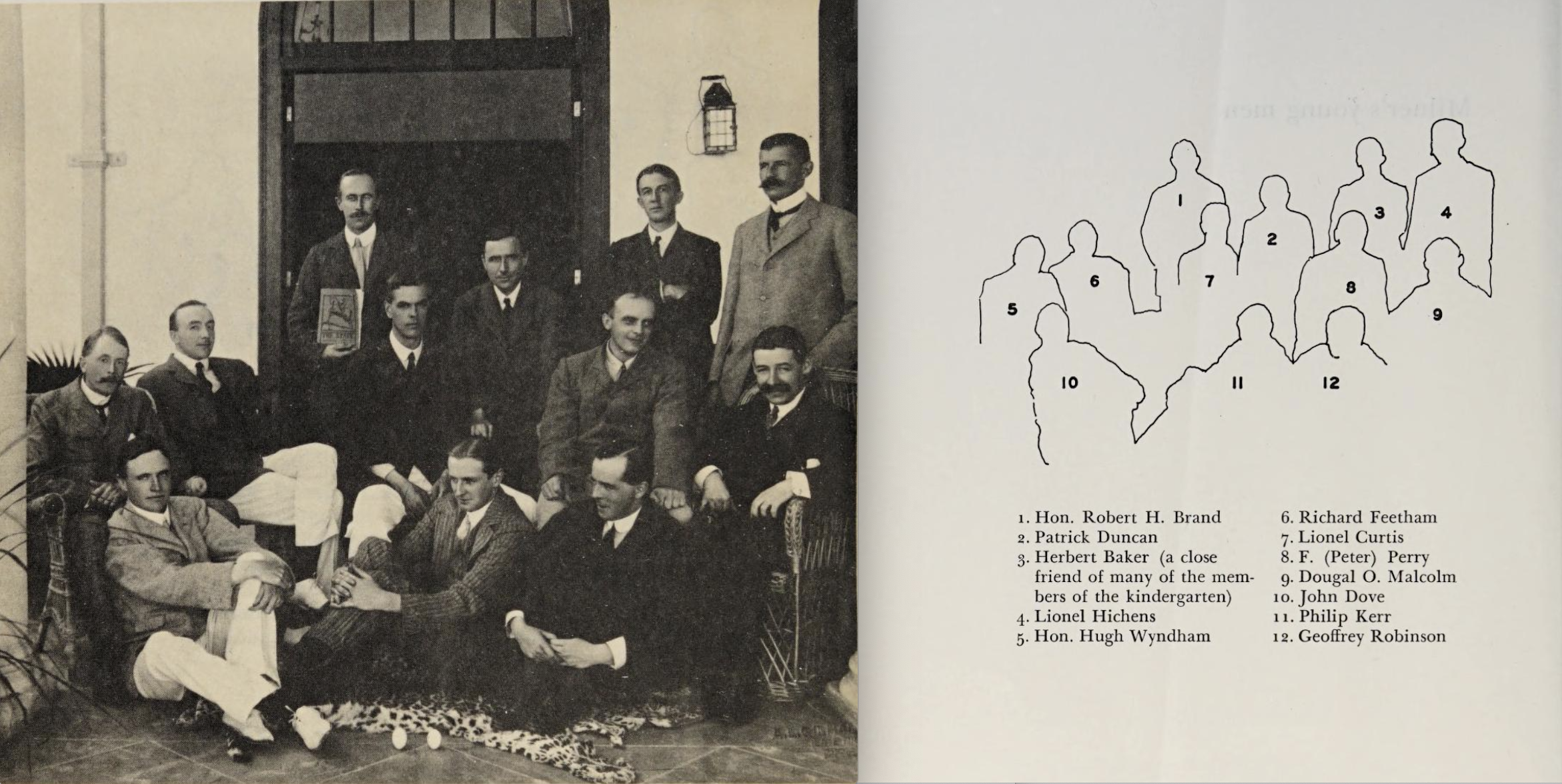
Jardin d'enfants Milner

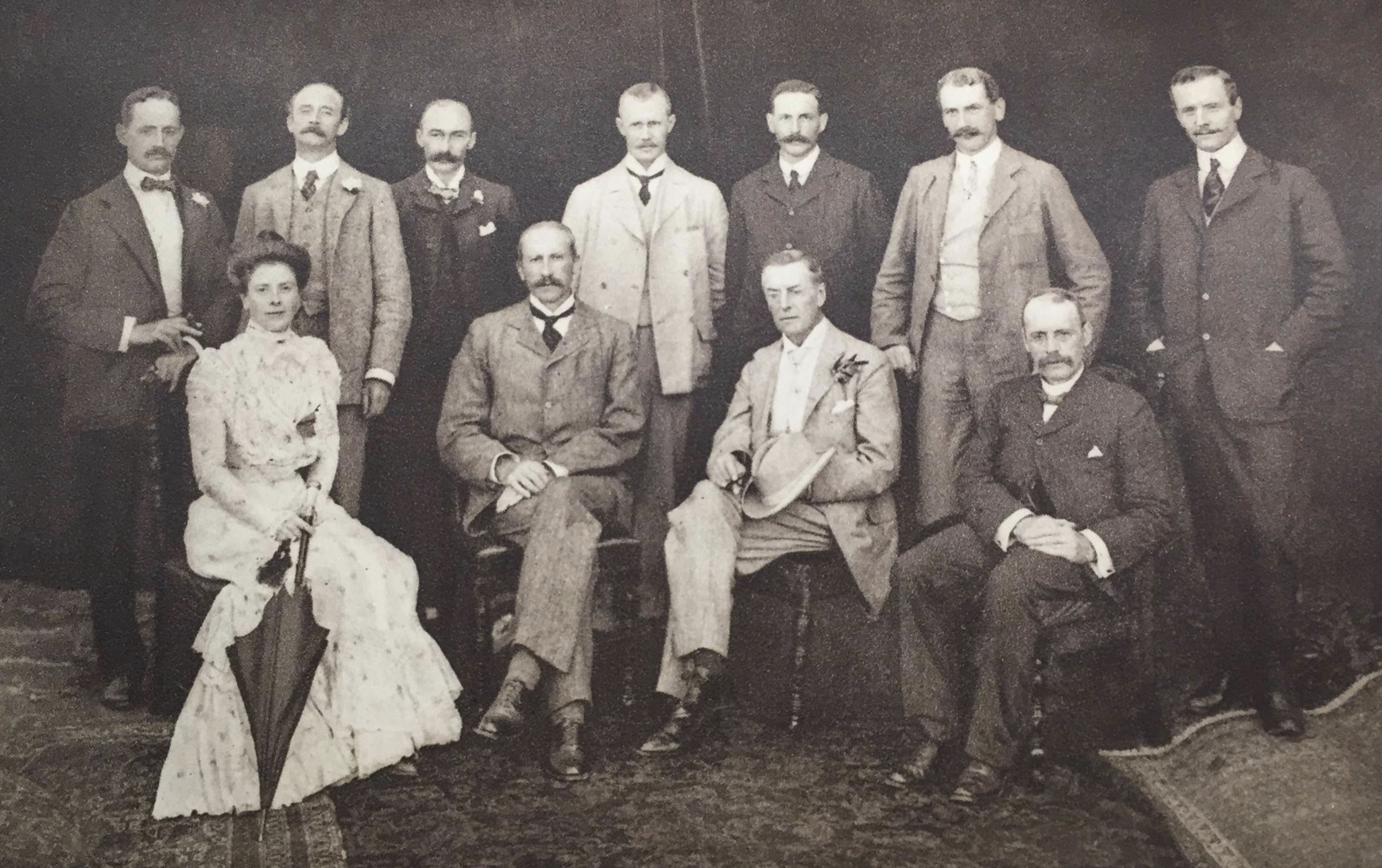
Le secrétaire aux Colonies Joseph Chamberlain et Lord Milner en Afrique du Sud

Le 21 juin, immédiatement après la conclusion des signatures et des cérémonies entourant la fin des hostilités, Alfred publie les lettres patentes établissant le système de gouvernement des colonies de la Couronne dans les colonies du Transvaal et de la rivière Orange et changeant son titre d'administrateur en celui de gouverneur. Le travail de reconstruction nécessaire après les ravages de la guerre est énorme. Il assure un revenu régulier en levant une taxe de 10 % sur le produit net annuel des mines d'or et accorde une attention particulière au rapatriement des Boers, à la colonisation des terres par les colons britanniques, à l'éducation, à la justice, à la police et au développement. des chemins de fer. À la suggestion d'Alfred, le gouvernement britannique envoie Henry Birchenough, homme d'affaires et vieil ami d'Alfred, comme délégué commercial spécial en Afrique du Sud, avec pour tâche de préparer un Livre bleu sur les perspectives commerciales au lendemain de la guerre. Pour l'aider dans sa tâche, Alfred recrute une équipe de jeunes avocats et administrateurs doués, pour la plupart diplômés d'Oxford, connus sous le nom de « Milner's Kindergarten ».
Alors que ce travail de reconstruction est en cours, la politique intérieure en Angleterre est bouleversée par le mouvement de réforme tarifaire et la démission surprise de Joseph Chamberlain le 18 septembre 1903 pour raisons de santé. Alfred, qui passe alors de brèves vacances en Europe, est poussé par Arthur Balfour à occuper le poste vacant de secrétaire d'État aux Colonies. Il décline l'offre le 30 septembre 1903, estimant qu'il est plus important d'achever son travail en Afrique du Sud, où la dépression économique devient prononcée. Alors qu'Alfred promet de rester une dernière année en Afrique du Sud, Alfred Lyttelton est choisi pour le ministère des Colonies. Dès décembre 1903, Alfred est de retour à Johannesburg, réfléchissant à la crise de l'industrie aurifère causée par la pénurie de main-d'œuvre locale. À contrecœur, il accepte, avec l'assentiment du gouvernement local, une proposition des propriétaires de mines d'importer des coolies chinois, chacun sur la base d'un contrat de trois ans. Le premier groupe de travailleurs atteint le Rand en juin 1904.
À la fin de 1904 et dans les premiers mois de 1905, Alfred est engagé dans l'élaboration d'un plan visant à doter le Transvaal d'un système de gouvernement représentatif, à mi-chemin entre l'administration des colonies de la Couronne et celle de l'autonomie gouvernementale. Des lettres patentes  prévoyant un gouvernement représentatif sont délivrées le 31 mars 1905.
Depuis un certain temps, il souffre de problèmes de santé dus à la tension incessante du travail et décide de prendre sa retraite, quittant Pretoria le 2 avril et s'embarquant pour l'Europe le lendemain. S'exprimant à Johannesburg à la veille de son départ, il recommande à toutes les personnes concernées la promotion de la prospérité matérielle du pays et le traitement des Afrikaners et des Britanniques sur une égalité absolue. Après avoir évoqué sa part dans la guerre, il ajoute : « Ce dont je préférerais qu'on se souvienne, c'est d'un formidable effort postérieur à la guerre, non seulement pour réparer les ravages de cette calamité, mais pour relancer les colonies sur un plan supérieur de civilisation qu'ils n'ont jamais atteinte auparavant ».
L'expérience de l'Afrique du Sud lui montre que, derrière les difficultés de la situation, se trouve le problème plus vaste de l'unité impériale. Dans son discours d'adieu à Johannesburg, il a conclu en faisant référence au sujet : « Lorsque nous, qui nous qualifions d'impérialistes, parlons de l'Empire britannique, nous pensons à un groupe d'États liés, non pas par une ou plusieurs alliances qui peuvent être faites et défaites, mais dans une union organique permanente. D'une telle union, les domaines du souverain tels qu'ils existent aujourd'hui ne sont que la matière première ». Il développe cette thèse dans un article de magazine rédigé en vue de la Conférence impériale de 1907 à Londres. Il préconisa la création d'un conseil impérial délibérant permanent, favorisa les relations commerciales préférentielles entre le Royaume-Uni et les autres membres de l'empire et, au cours des années suivantes, prit une part active dans la défense des causes de la réforme tarifaire et de la préférence impériale.

#### Motion de censure
Le 20 mars 1906, une motion censurant Lord Milner pour une infraction à l'ordonnance chinoise du travail, en n'interdisant pas les châtiments corporels légers des coolies pour des délits mineurs au lieu de l'emprisonnement, est présentée par un membre radical de la Chambre des communes. Au nom du gouvernement libéral, un amendement est proposé, stipulant que « Cette Chambre, tout en condamnant la flagellation des coolies chinois en violation de la loi, désire, dans l'intérêt de la paix et de la conciliation en Afrique du Sud, s'abstenir d'adopter censure contre les individus ». L'amendement est adopté par 355 voix contre 135. À la suite de cette censure gauchère, une contre-manifestation est organisée, dirigée par Sir Bartle Frere, et un discours public, signé par plus de 370 000 personnes, est présenté à Lord Milner, exprimant sa haute appréciation pour les services rendus par lui en Afrique. à la Couronne et à l'empire.
Le problème auquel l’Afrique du Sud est confrontée après la guerre des Boers est qu’elle devait se reconstruire. Le pays est dévasté par la guerre, sa plus grande ressource naturelle est ses mines d'or et la reconstruction devait venir de l'intérieur. Le moyen le plus rapide et le plus simple de reconstruire serait d’utiliser les revenus de ses mines d’or, et la main-d’œuvre est rare. Le plan que Lord Milner a mis en place, il l'a appelé « Lift and Overspill »

### Première Guerre mondiale

#### Politique
D'après une lettre publiée dans le Times du 27 mai 1915, Lord Milner est invité à diriger la National Service League pendant la Première Guerre mondiale. En tant que groupe de défense de la conscription à une époque où elle n'existait pas (elle n'est entrée en vigueur que le 1er janvier 1916), Alfred fait pression pour la conscription universelle. Sa position forte a forcé une rencontre avec le roi au château de Windsor le 28 août 1915.
La nécessité d'un changement dans l'administration de la guerre est résumée par Leo Amery qui a décrit l'ancien cabinet comme une « assemblée de vingt-trois messieurs sans aucune idée de ce dont ils allaient parler, se dispersant finalement pour déjeuner sans aucune idée de ce dont ils ont réellement discuté ou décidé, et certainement sans aucun souvenir sur aucun de ces points trois mois plus tard ».
Le discours de Lord Milner à la Chambre des Lords le 19 avril 1916 renforça la nouvelle loi enrôlant les hommes mariés, « rendant tous les hommes en âge de servir dans l'armée susceptibles d'être appelés au service jusqu'à la fin de la guerre ». Avec le naufrage du Hampshire le 5 juin 1916, le Times (8 juin 1916) et le Morning Post soutinrent le remplacement de Lord Kitchener par Lord Milner au Bureau de la Guerre, bien que le poste de secrétaire d'État à la guerre eût été attribué à Lloyd George. Bonar Law demande alors à Lord Milner de diriger la Commission des Dardanelles. Cependant, Alfred s'était auparavant engagé à superviser les trois comités du charbon du gouvernement, à la demande de Lord Robert Cecil. Son rapport, qui traitait des problèmes de production de charbon, est soumis le 6 novembre.
Avec le principal critique interne du gouvernement, Lloyd George, désormais occupé aux fonctions de secrétaire d'État à la Guerre, Lord Milner est désormais le critique le plus énergique du gouvernement en dehors du gouvernement et dans les coulisses. Le groupe tente de convaincre les membres du gouvernement de coalition d'Asquith de démissionner. Puis ils tentent de renverser la coalition Asquith selon une double approche, Lord Milner prononçant des discours à la Chambre des Lords et Sir Edward Carson, qui est chef de l'opposition, prononçant des discours à la Chambre des communes. Le groupe ne sait rien du chef conservateur Bonar Law, mais Alfred et Carson ont des contacts avec Lloyd George, le membre dirigeant du cabinet, et se sont donc concentrés sur lui. Le 2 décembre 1916, Lord Milner dine avec Arthur Steel-Maitland, président du Parti conservateur, où on lui demande de rédiger une lettre décrivant le comité de guerre qu'il envisage. Cette lettre est ensuite envoyée à Bonar Law.
Le lendemain, Lloyd George rencontre le Premier ministre Asquith et on pense qu'un accord de réconciliation aurait été conclu, un accord qui aurait créé un petit comité de guerre dirigé par Lloyd George, mais relevant toujours du Premier ministre Asquith. Cependant, le Times publie un éditorial le 4 décembre 1916, « Reconstruction », critiquant Asquith et annonçant une réforme du gouvernement de coalition ainsi que le renforcement de la position de Lloyd George.
Le 8 décembre 1916, Lord Milner reçoit une lettre du Premier ministre Lloyd George lui demandant de le rencontrer et de rejoindre le nouveau cabinet de guerre, qui doit se réunir le lendemain. Alfred accepte avec joie. Bien qu'il ne dirige aucun département gouvernemental (comme tous les membres du cabinet de guerre à l'exception d'Arthur Henderson ), Lord Milner reçoit un salaire de 5 000 £ (350 000 £ en 2020),.

#### Ministre de guerre
Alfred étant le Britannique le plus expérimenté dans la direction civile d'une guerre, Lloyd George se tourne vers lui le 9 décembre 1916 lorsqu'il forme son gouvernement national. Il est nommé membre du cabinet de guerre composé de cinq personnes. En tant que ministre sans portefeuille, les responsabilités d'Alfred varient selon les souhaits du premier ministre.

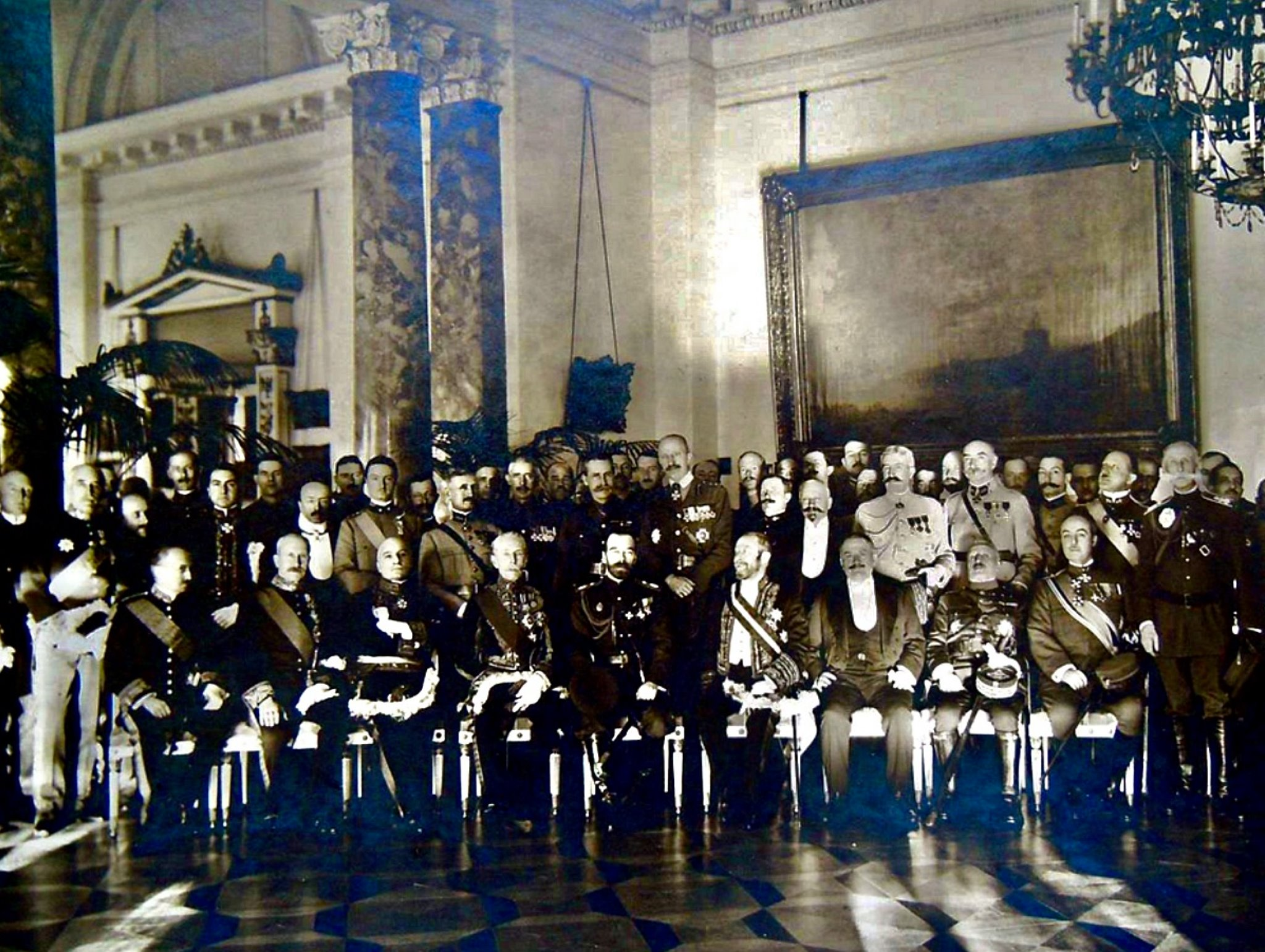
Mission de Lord Milner en Russie.

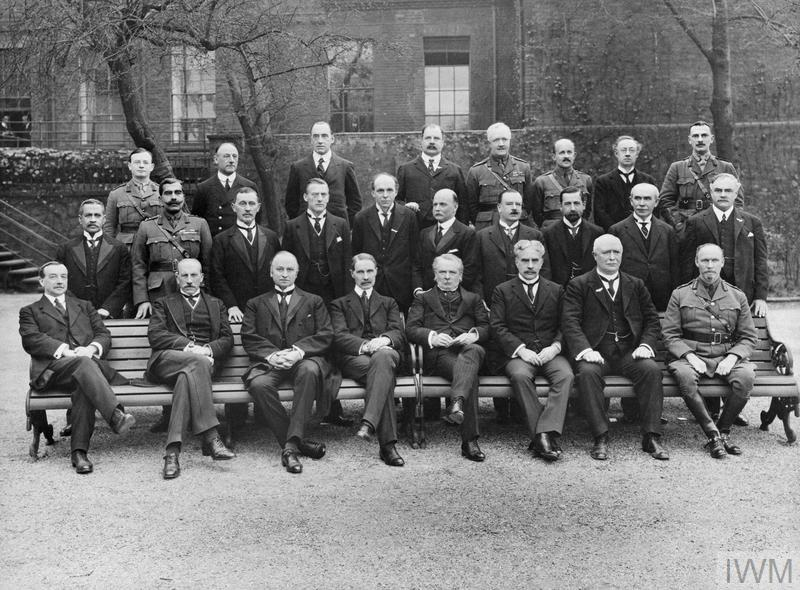
Le Cabinet de Guerre Impérial en 1917. Lord Milner est assis, 2e en partant de la gauche.

Après la mort de Lord Kitchener à bord du HMS Hampshire le 5 juin 1916, le 20 janvier 1917, Alfred dirige la délégation britannique (avec Henry Wilson comme représentant militaire en chef et comprenant un banquier et deux experts en munitions) en mission en Russie à bord du Kildonan Castle. Il y a 51 délégués au total dont des Français (dirigés par Noël Édouard, vicomte de Curières de Castelnau ) et des Italiens. L'objectif de la mission, souligné lors de la deuxième Conférence de Chantilly en décembre 1916, est de convaincre les Russes de maintenir au moins les forces qui leur faisaient face, de remonter le moral des Russes et de voir de quel équipement ils ont besoin en vue de coordonner les attaques. Cependant, un sentiment de malheur domine les réunions lorsqu'il est découvert que la Russie a d'énormes problèmes d'équipement et que l'allié de la Grande-Bretagne effectue des opérations loin du front, annulant son avantage en termes de main d'œuvre. Au lieu d'aider son allié, l'aide britannique se réduit à intervenir auprès d'une force opérationnelle pour empêcher les stocks alliés de tomber entre les mains des révolutionnaires au port d'Archangel. Le rapport officiel de mars indique que même si le tsar est renversé – ce qui s'est produit en fait seulement 13 jours après le retour d'Alfred – la Russie resterait dans la guerre et qu'elle résoudrait son « chaos administratif ».
C'était l'idée d'Alfred de créer un cabinet de guerre impérial, semblable à celui de Londres, qui comprenait les chefs de gouvernement des dominions britanniques. Le Cabinet de guerre impérial est une extension de la vision impériale de la Grande-Bretagne de Lord Milner, selon laquelle les dominions (ses principales colonies) ont tous leur mot à dire dans la conduite de la guerre. Les problèmes de la fédération impériale sont résumés ici, dans lequel si toutes les colonies britanniques sont élevées au même statut que la mère patrie, son droit de parole est dilué par des étrangers ayant des points de vue différents.
En raison de la campagne des sous-marins et de la tentative du Kaiser d'affamer la Grande-Bretagne au début de 1917, Lord Milner aida la Royal Agricultural Society à acquérir 5 000 tracteurs Fordson pour le labour et la plantation de prairies, et communiqua directement avec Henry Ford par télégraphe.
Il a soutenu Lloyd George, qui est encore plus désenchanté par l'armée, dans ses démarches réussies visant à destituer les chefs civils et militaires de l'armée et de la marine. L'amiral John Jellicoe, premier seigneur des mers (chef professionnel de la marine), a perdu la confiance du gouvernement en raison de sa réticence à organiser les navires en convois pour réduire la menace posée par les sous-marins. En juillet 1917, Sir Edward Carson est remplacé comme Premier Lord de l'Amirauté (ministre de la Marine) par Eric Geddes (Carson est promu au cabinet de guerre, pour ensuite démissionner en raison de la conscription irlandaise au début de 1918). Malheureusement, l'amiral Jellicoe est finalement démis de ses fonctions la veille de Noël 1917.
À au moins une occasion, le conservateur Alfred est venu en aide à des personnes de l’autre côté de l’échiquier politique. Il est un vieil ami de la famille de Margaret Hobhouse, la mère du militant pacifiste emprisonné Stephen Henry Hobhouse et est le parrain par procuration de Stephen. En 1917, alors que Margaret s’efforçait de faire libérer de prison son fils et d’autres objecteurs de conscience britanniques, Alfred l’aida discrètement en intervenant auprès de hauts responsables du gouvernement. En conséquence, en décembre 1917, plus de 300 officiers supérieurs furent libérés de prison pour des raisons médicales.
Alfred est impliqué dans toutes les décisions politiques majeures prises par le gouvernement du Premier ministre George pendant la guerre, y compris l'offensive des Flandres de 1917, à laquelle il s'est initialement opposé, aux côtés de Bonar Law et Lloyd George. Lloyd George a passé une grande partie de 1917 à proposer des plans visant à envoyer des troupes et des canons britanniques en Italie pour aider à une offensive italienne (cela ne s'est finalement produit que lorsque des renforts ont dû être envoyés après le désastre italien de Caporetto en novembre). Le Cabinet de Guerre n'a pas insisté pour que l'offensive de la troisième bataille d'Ypres en 1917 soit interrompue lorsque les objectifs initiaux n'avaient pas été atteints et n'a en effet consacré que peu de temps à discuter de la question. À cette époque, le général Robertson du CIGS envoya Haig ( CinC des forces britanniques en France). ), une description mordante des membres du Cabinet de guerre, qui, selon lui, ont tous peur de Lloyd George - il a décrit Alfred comme « un vieil homme fatigué et sceptique ».

#### La Conférence Doullens

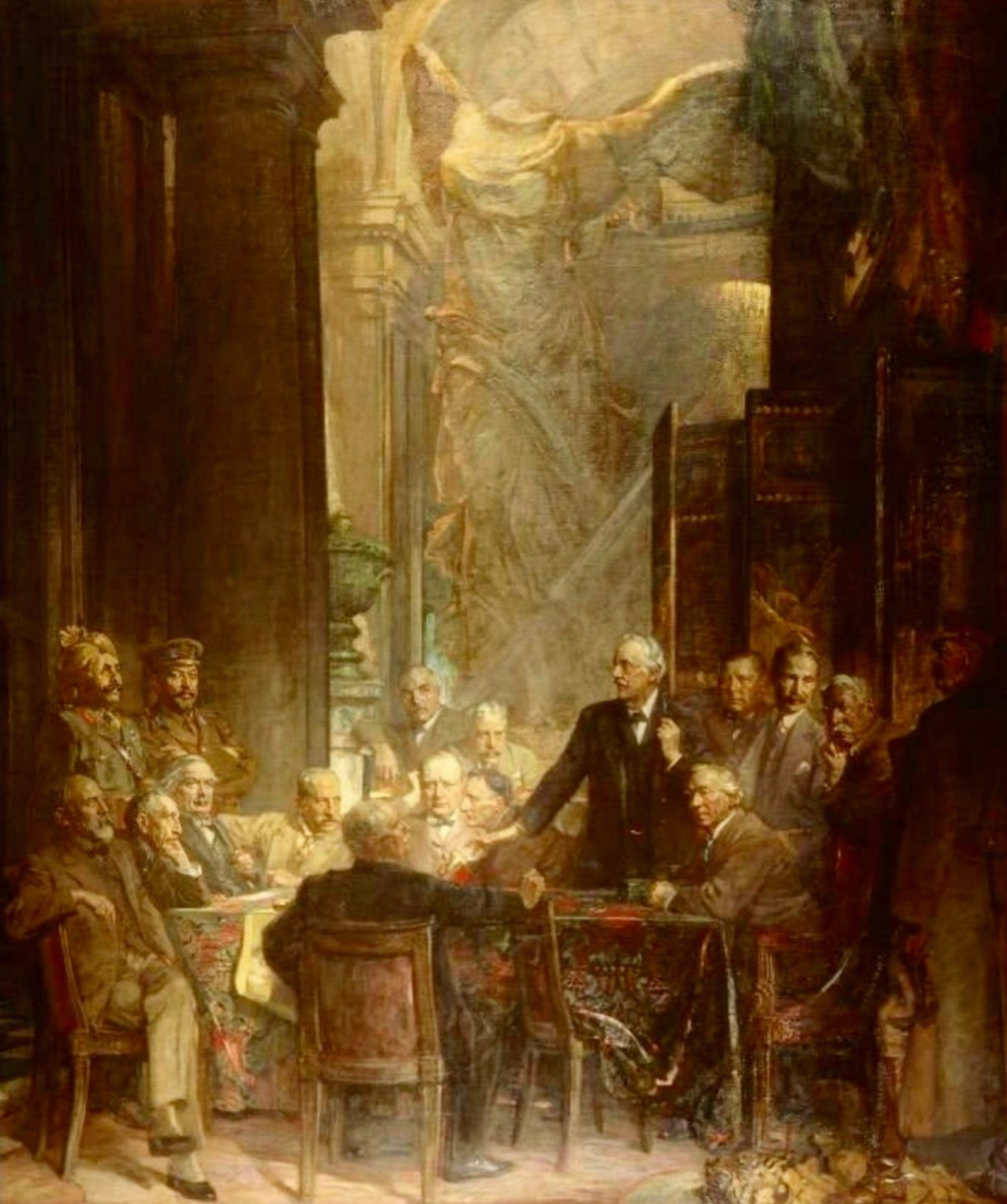
"Hommes d'État de la Première Guerre mondiale", illustrant le point bas de la guerre. Lord Milner est assis entre le Premier ministre Lloyd George et Winston Churchill.

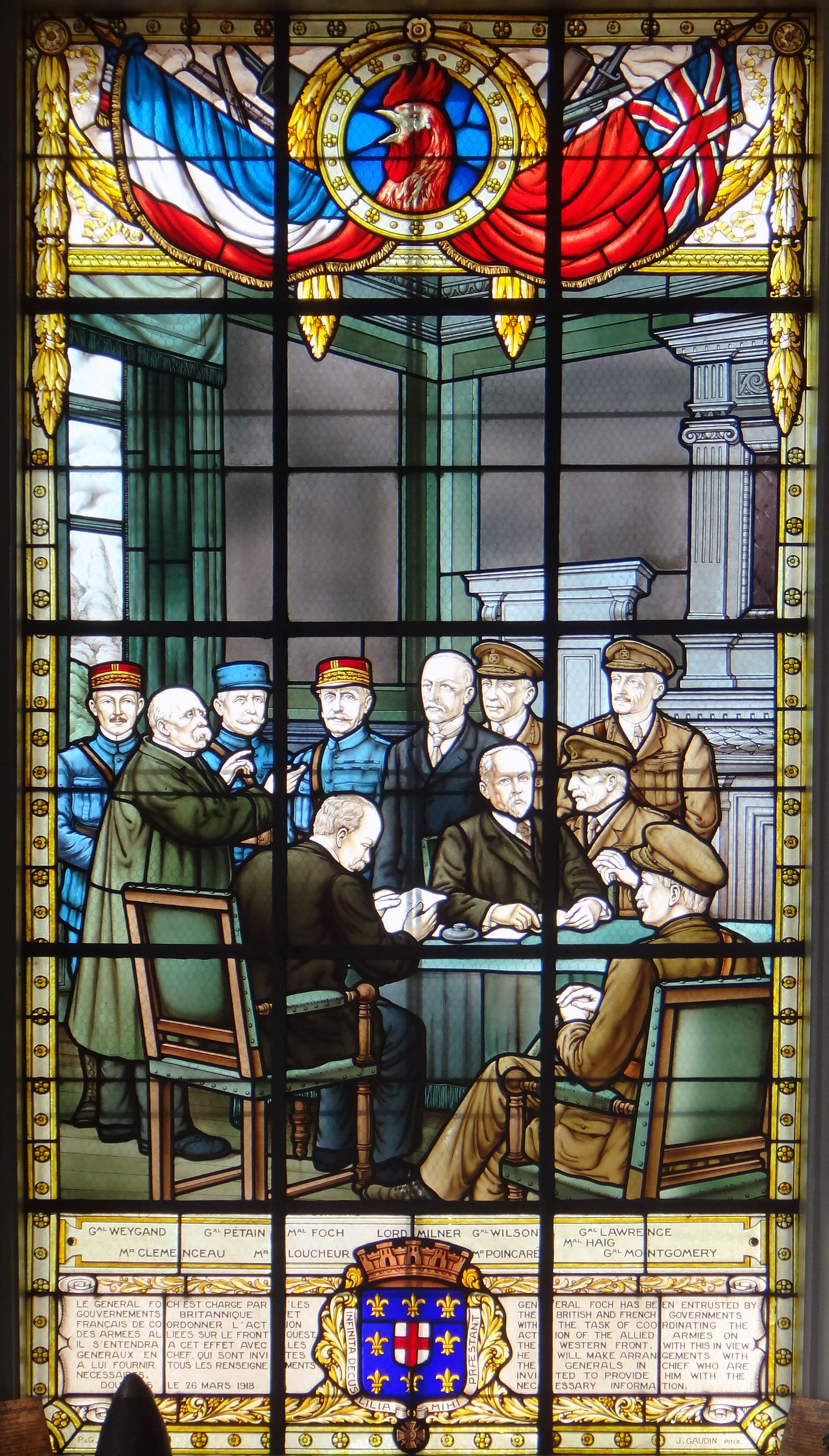
Le Vitrail de l'Hôtel de Ville de Doullens, commémorant la Conférence de Doullens et l'Unité de Commandement. Lord Milner est debout, au centre

Le 21 mars 1918, les Allemands attaquent. À Londres, le Cabinet de guerre britannique ignorait la gravité du problème. Le troisième jour de la bataille, un officier du front, le colonel Walter Kirke, arriva par avion pour les informer. Le général de division Frederick Maurice, qui est présent, a déclaré que « le Cabinet de guerre (était) en panique et parlait d'arrangements pour se replier sur les ports de la Manche et évacuer nos troupes vers l'Angleterre ». Alfred est alors en route pour Doullens, face à la rupture du front. Cette position est proche d'Amiens, une ville dotée d'une gare ferroviaire critique qui, si elle est adoptée, aurait pu diviser les Alliés en deux, poussant les Britanniques à la mer et laissant Paris et le reste de la France ouverts à la défaite. Lorsqu'Alfred revint à Londres, le Cabinet de guerre le remercia officiellement.
Le capitaine Léo Amery, alors en poste à Paris, reçut l'ordre de récupérer Alfred au port de Boulogne et de le conduire à Paris. Il l'a fait et le lendemain matin, le 25 mars, il conduit Lord Milner pour rencontrer le Premier ministre Clemenceau. Amery attendait devant le bureau de Clemenceau. Lorsqu'Alfred est réapparu 30 minutes plus tard, il a raconté à Amery ce qui s'était passé. Clemenceau a insisté pour un commandement unique, mais préférait le général Pétain. Alfred préférait Foch, il est ferme sur ce point et Clemenceau est d'accord. Il dit ensuite à Amery : « J'espère que j'avais raison. Henry et vous m'avez toujours dit que Foch est le seul grand soldat ».

### Après la guerre
À la suite des élections kaki de décembre 1918, Lord Milner est nommé secrétaire d'État aux Colonies et, à ce titre, assiste à la Conférence de paix de Paris en 1919, où, au nom du Royaume-Uni, il devient l'un des signataires du Traité de Paris. Versailles, dont l'Accord Orts-Milner » permettant à la Belgique l'administration des territoires du Ruanda-Urundi de récompenser l'armée belgo-africaine (« Force publique ») pour son effort de guerre qui a fortement contribué à repousser les troupes allemandes hors du estur territoire du Tanganyika, comme lors des batailles victorieuses de Tabora et Mahenge.

### Le traité de paix
En raison de ses responsabilités au ministère des Colonies, Alfred a voyagé en France en tant que délégué au Plan de paix de Paris. De février 1919 jusqu'à la signature du traité, il effectue cinq voyages à Versailles, d'une durée moyenne d'une à deux semaines. Le 10 mai 1919, il s'envole pour la première fois vers Paris. Le voyage a duré deux heures et demie, soit la moitié du temps nécessaire en train, en bateau et en voiture. Faisant partie de la délégation de l'Empire britannique (plus de 500 membres des colonies et dominions britanniques se sont rendus à Paris), le Premier ministre a demandé à Lord Milner et à Arthur Balfour de le remplacer à chaque fois qu'il revenait en Angleterre pour des affaires politiques. En tant que secrétaire d'État aux Colonies, Alfred est nommé par les Big Four pour diriger la Commission des mandats, qui déciderait du sort de l'empire colonial allemand,.

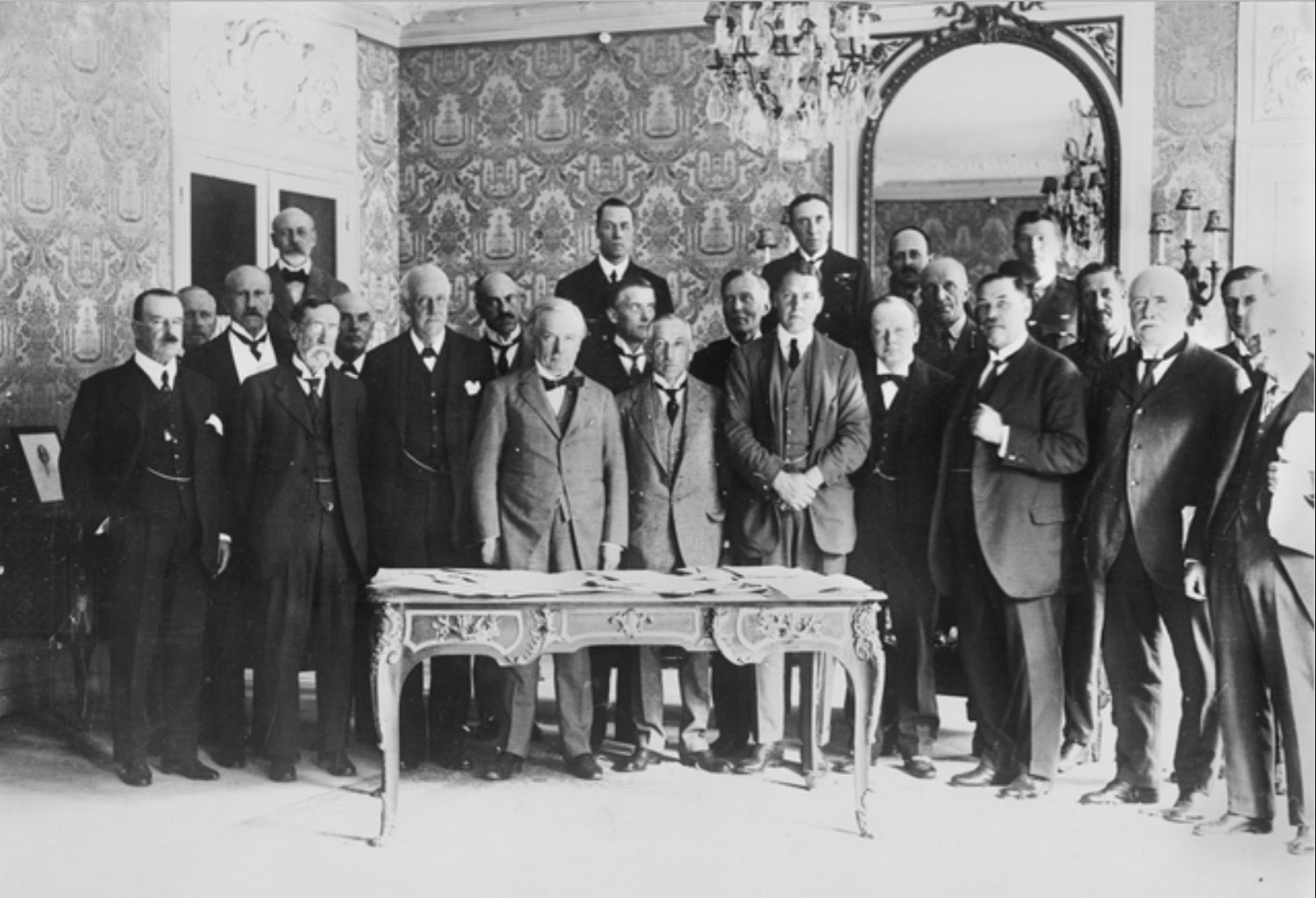
Rue Nitot : L'Angleterre s'oppose au traité de Versailles, 1er juin 1919.

Étaient présents à la réunion de la rue Nitot Louis Botha et Jan Smuts, anciens dirigeants boers pendant cette guerre, mais maintenant dirigeants du Dominion. À l'occasion de l'anniversaire de la signature du traité de paix sud-africain, le Premier ministre sud-africain Botha a posé la main sur l'épaule de Lord Milner et a déclaré : « Il y a dix-sept ans, mon ami et moi avons fait la paix à Vereeniging... Ce est une paix difficile pour nous d'accepter, mais comme je le sais maintenant, lorsque le temps nous a montré la vérité, ce n'était pas injuste - c'était une paix généreuse que le peuple britannique a conclue avec nous, et c'est pourquoi nous sommes aujourd'hui à leurs côtés dans la cause qui nous a tous réunis ».

### La signature du traité

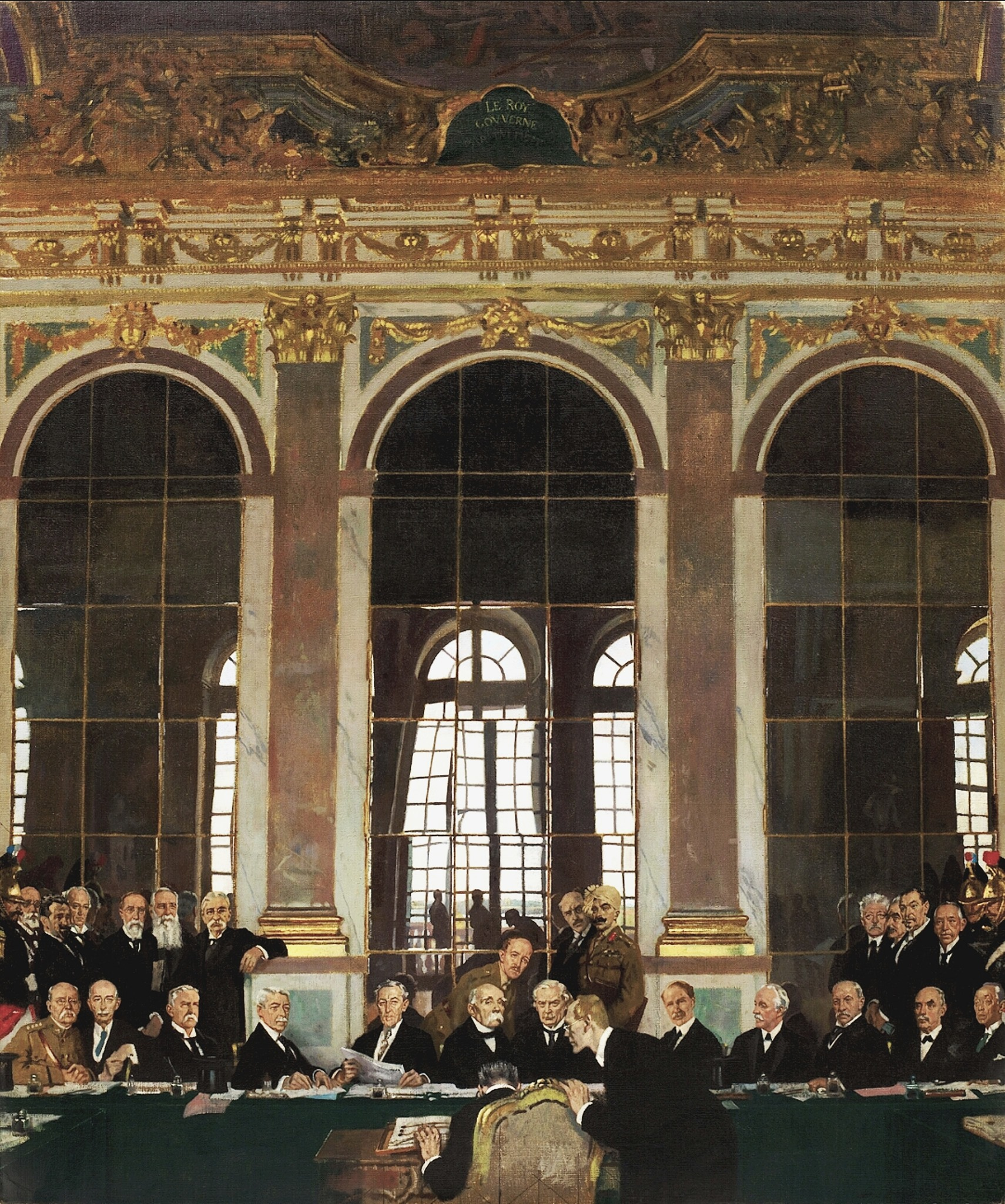
Célèbre tableau de William Orpen représentant la signature du Traité de Versailles. Lord Milner est assis, troisième en partant de la droite.

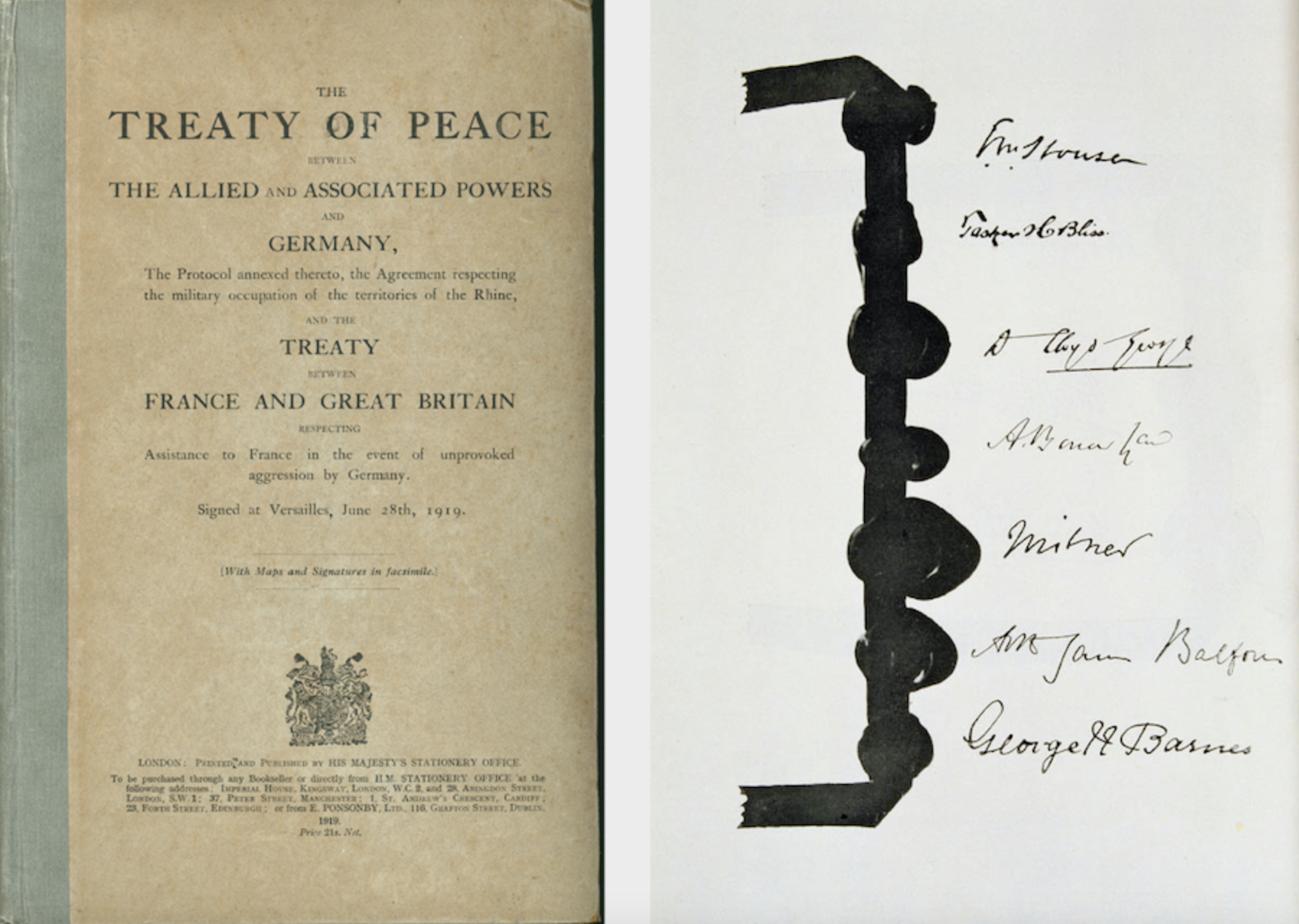
Le Traité de Versailles, avec la signature de Lord Milner

Le 16 juin, les Alliés lancent un ultimatum à l'Allemagne et fixent la date de signature du traité au 28. Cela a provoqué l’effondrement du gouvernement conservateur en Allemagne le 21 et la montée d’un gouvernement libéral. Deux délégués furent alors précipités à Versailles, où ils arrivèrent le 27. Lorsque les cérémonies du traité de paix ont commencé à 3 heures le 28 après-midi, et les délégués allemands entrèrent dans la Galerie des Glaces, Lloyd George ne savait pas s'ils signeraient ou non, alors il leur fit signer le document en premier, à 15h12. La cérémonie entière a duré une heure, avec un total de 68 plénipotentiaires signant le traité. Lord Milner, pour sa part, passa la matinée en séance avec son comité des mandats (les possessions coloniales furent résolues après la signature du traité) et se rendit en voiture à la Galerie des Glaces après le déjeuner. Il est arrivé un peu après 14 heures pm, et il a signé le traité tôt. Les Britanniques furent le troisième groupe de délégués à signer, après les Allemands et les Américains, et Lord Milner est le 8e signataire du Traité de Versailles. Il se souvient ainsi de cette expérience : « Même si l'occasion est si solennelle et qu'il y a une grande foule, j'ai trouvé tout cela singulièrement peu impressionnant. »  Le maréchal Foch a commenté : « Ce n'est pas la paix. C'est un armistice pour vingt ans. » 
Grâce aux relations personnelles étroites de Lord Milner avec Georges Clemenceau,, peut-être que tous deux auraient pu persuader le président Wilson de rapprocher le traité de paix des 14 points du président. Certes, certains en Angleterre pensaient que le Premier ministre aurait dû rester chez lui et déléguer la tâche détaillée du rétablissement de la paix à ses subordonnés. Parmi les Alliés, les Français sont le principal obstacle à une paix plus juste, de sorte que des hommes comme Lord Milner aux commandes auraient pu être le catalyseur d'une paix permanente, qui aurait évité le début de la montée au pouvoir d'Adolf Hitler à peine trois mois plus tard.

### Fin de vie
Jusqu'à la fin de sa vie, Lord Milner se qualifierait de « patriote racial britannique » avec de grands rêves d'un parlement impérial mondial, dont le siège serait à Londres, où siègeraient des délégués d'origine britannique du Canada, d'Australie, de Nouvelle-Zélande et d'Afrique du Sud. Il prit sa retraite en février 1921 et est nommé Chevalier Compagnon de la Jarretière (KG) le 16 février 1921. Le 26 février 1921, il épouse Lady Violet Cecil, veuve de Lord Edward Cecil, et resta actif dans les travaux du Rhodes Trust, tout en acceptant, à la demande du Premier ministre Stanley Baldwin, la présidence d'un comité chargé d'examiner une nouvelle préférence impériale. tarif. Son travail s’avère cependant infructueux lorsque, à la suite d’élections, Ramsay MacDonald accède au poste de premier ministre en janvier 1924.
Sept semaines après son 71e anniversaire, Alfred Milner est décédé à Great Wigsell, East Sussex, de la maladie du sommeil, peu après son retour d'Afrique du Sud. Sa vicomté, faute d'héritiers, mourut avec lui. Son corps est enterré dans le cimetière de l'église St Mary the Virgin, à Salehurst dans le comté d'East Sussex. Il y a une plaque commémorative en son honneur à l'abbaye de Westminster qui est dévoilée le 26 mars 1930.
Il a contribué à faire de l'Empire Day une fête nationale le 24 mai 1916. En octobre 1919, Lord Milner suggéra, de la part de Leo Amery, qu'une minute de silence de deux minutes soit entendue à chaque anniversaire de l'armistice ,.

## Credo

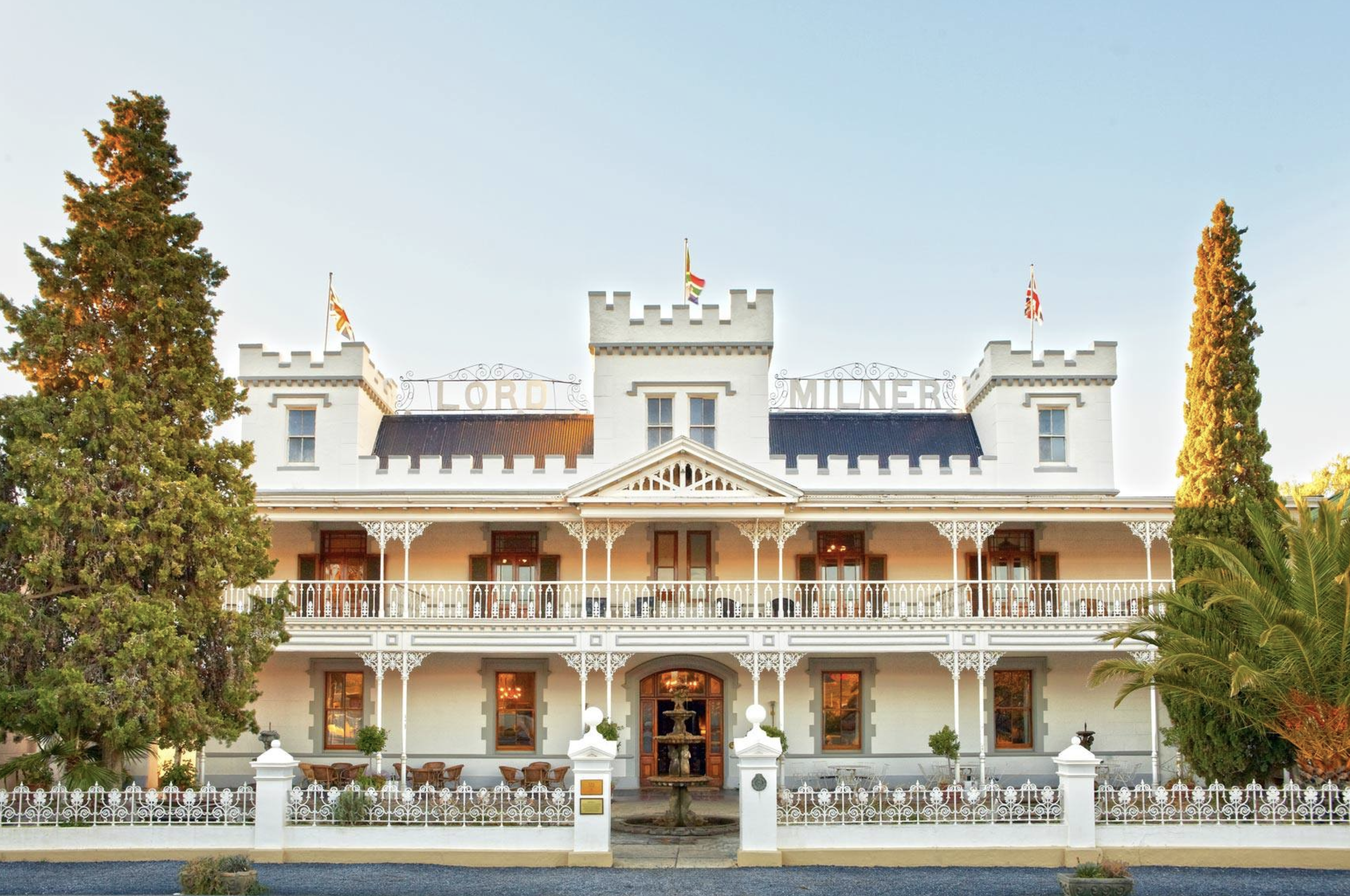
L'hôtel Lord Milner à Matjiesfontein, Afrique du Sud

Parmi les papiers d'Alfred se trouvait son Credo, qui est publié dans le Times, réédité sous forme de brochure et distribué dans les écoles et autres institutions publiques avec un grand succès :
« Je suis nationaliste et non cosmopolite... Je suis un nationaliste britannique (en fait avant tout anglais). Si je suis aussi impérialiste, c'est parce que le destin de la race anglaise, en raison de sa position insulaire et de sa longue suprématie, en mer, est de s'enraciner dans différentes parties du monde. Je suis un impérialiste et non un petit anglais parce que je suis un patriote de race britannique... L'État britannique doit suivre la race, doit la comprendre, où qu'elle s'installe. un nombre appréciable en tant que communauté indépendante. Si les essaims constamment rejetés par la ruche mère sont perdus au profit de l'État, l'État est irrémédiablement affaibli. Nous ne pouvons pas nous permettre de nous séparer d'une telle quantité de notre meilleur sang. Nous nous sommes déjà séparés d'une grande partie de notre sang, pour former les millions d'un autre État séparé mais heureusement ami. Nous ne pouvons pas tolérer une répétition du processus. »
Sur la guerre d'Afrique du Sud  :
« Les Néerlandais ne pourront jamais former une allégeance parfaite simplement à la Grande-Bretagne. Les Britanniques ne pourront jamais, sans préjudice moral, accepter l'allégeance à un corps politique qui exclut leur patrie. Mais les Britanniques et les Néerlandais pourraient, sans préjudice moral, sans aucun sacrifice à leur patrie. Plusieurs traditions s'unissent dans un dévouement loyal à un État empire, dans lequel la Grande-Bretagne et l'Afrique du Sud seraient partenaires et pourraient travailler cordialement ensemble pour le bien de l'Afrique du Sud en tant que membre de ce grand tout. Et ainsi vous voyez le véritable impérialisme. est aussi le meilleur Sud-Africain » .

## Postérité
Selon le Dictionnaire biographique de la Première Guerre mondiale : « Milner, le 24 mars 1918, traversa la Manche et convainquit, deux jours plus tard, à Doullens, le premier ministre Georges Clemenceau, un vieil ami, que le maréchal Ferdinand Foch soit nommé commandant en chef des armées alliées en France. »  Aujourd'hui, à l'entrée de la mairie de Doullens se dressent deux plaques, l'une écrite en français, l'autre en anglais, qui disent : « Cette décision a sauvé la France et la liberté du monde ».
Selon l'Encyclopædia Britannica, édition de 1922 : « c'est en grande partie grâce à son influence que le général Foch est nommé généralissime des forces alliées en France. Il est vital d'avoir au War Office un homme d'une capacité et d'une vigueur inhabituelles dans cette situation critique. Au printemps 1918, il reçut les sceaux de secrétaire d'État à la Guerre le 19 avril ; et c'est lui qui présida le Conseil de l'Armée pendant les mois suivants de l'année qui se termina par la victoire,.
Selon Colin Newbury : « Fonctionnaire influent pendant trois décennies, Alfred est un représentant visionnaire de l'unité impériale à une époque où l'impérialisme commençait à être remis en question. Sa réputation dépassait ses réalisations : des fonctions et des honneurs lui furent comblés malgré son manque d'identification avec l'un ou l'autre des principaux partis politiques.
Selon l'historienne Caroline Elkins, Alfred « croyait fermement à la hiérarchie raciale ». Alfred a avancé les idées de supériorité britannique et d’ingénierie sociale dirigée par l’État.

## Honneurs
- CB : Compagnon de l'Ordre du Bain – 1894
- KCB : Chevalier Commandeur de l'Ordre du Bain – 1895
- GCMG : Chevalier Grand-Croix de l'Ordre de Saint-Michel et Saint-Georges – 1897
- GCB : Chevalier Grand-Croix de l'Ordre du Bain – 1er janvier 1901 – Palmarès du Nouvel An
- KG : Chevalier Compagnon de l’Ordre de la Jarretière – 1921

## Travaux
- Alfred Milner Harvard University, England in Egypt, London, Arnold, 1894 (lire en ligne)
- (en) Harvard University, Arnold Toynbee: A Reminiscence, E. Arnold, 1895 (lire en ligne)
- Thomas B. (Thomas Brackett) Lincoln Financial Foundation Collection, Political oratory : Lee-Rob, Philadelphia : J.D. Morris, 1903 (lire en ligne)
- Alfred Milner University of Illinois Urbana-Champaign, Speeches of Viscount Milner, [London : Printed by Hugh Rees, Ltd., 124, Pall Mall, S.W., 1905 (lire en ligne)
- Alfred Milner, Constitution du Transvaal. Discours à la Chambre des Lords le 31 juillet 1906
- Viscount University of Illinois Urbana-Champaign et National Anti-Sweating League, Sweated industries : an address delivered by Viscount Milner at the opening of the sweated industries exhibition at Oxford, Dec. 6th, 1907, [Place of publication not identified] : National Anti-Sweating League, 1907 (lire en ligne)
- Alfred Milner Robarts - University of Toronto, Constructive imperialism. Five speeches delivered at Tunbridge Wells, October, 24, 1907, Guildford, October 29, 1907, Edinburgh, November 15, 1907, Rugby, November 19, 1907, and Oxford, December 5, 1907, London National Review Office, 1908 (lire en ligne)
- Alfred Milner Internet Archive, Speeches delivered in Canada in the Autumn of 1908. --, Toronto, Tyrrell, 1909 (lire en ligne)
- University of California Libraries, A Unionist agricultural policy, London : Murray, 1913 (lire en ligne)
- Alfred Milner The Library of Congress, The nation and the empire; being a collection of speeches and addresses:, Boston, New York, Houghton Mifflin company; London, Constable and Company Ltd., 1913 (lire en ligne)
- Alfred Milner Robarts - University of Toronto, Life of Joseph Chamberlain, [London] Associated Newspapers, 1914 (lire en ligne)
- Alfred Milner Cornell University Library, Cotton contraband, London, Darling, 1915 (lire en ligne)
- H. Duncan (Hessel Duncan) University of California Libraries, The British commonwealth of nations; a study of its past and future development, London : Methuen & Co., Ltd., 1920 (lire en ligne)
- Gouvernement, Mission spéciale de la Grande-Bretagne en Égypte (1920)
- University of California Libraries et William Henry Eccles, Report of Wireless Telegraphy Commission .., London : Printed and pub. by H.M. Stationery Off., 1922 (lire en ligne)
- Alfred Milner Robarts - University of Toronto, Questions of the hour, London Hodder and Stoughton, 1923 (lire en ligne)
- Alfred Milner, The Milner Papers : South Africa 1897-1899 éd. par Cecil Headlam (Londres 1931, vol 1)
- Alfred Milner, The Milner Papers: South Africa 1899-1905 éd. par Cecil Headlam (Londres 1933, vol 2)
- Alfred Milner, La vie dans une agitation : conseils aux jeunes (2016), Londres : Pushkin Press, (OCLC 949989454)

## Voir également
- Université d'Oxford - Lord Milner est élu chancelier de l'Université d'Oxford
- London School of Economics - Lord Milner est élu gouverneur honoraire de la London School of Economics [63]
- Société Pro-Jérusalem - Le vicomte Milner est membre honoraire de son conseil dirigeant